# International Student Identity Card
Legitymacja ISIC (ang. International Student Identity Card) – międzynarodowy dokument tożsamości dla uczniów i studentów, którego wzór ustala i prowadzi kontrolę nad wydawaniem zarejestrowane w Holandii Stowarzyszenie ISIC.
Legitymację rozpoczęto wydawać w 1953 r. Jej współczesny format został wprowadzony w 2008 r. Jest wydawana w 120 krajach świata, posługuje się nią ok. 4,5 miliona osób. Nadzór ogólny nad jej wydawaniem sprawuje Stowarzyszenie ISIC, w imieniu którego działa przedsiębiorstwo o nazwie  International Association Services (IAS) z siedzibą w Amsterdamie. Członkami Stowarzyszenia są lokalne organizacje studenckie (po jednej na każdy kraj), które w imieniu ISIC nadzorują na terenie swoich krajów dystrybucję kart. Dystrybucja kart odbywa się poprzez afiliowane biura, które są prowadzone przez uczelnie, banki, firmy ubezpieczeniowe, biura podróży lub bezpośrednio przez organizacje studenckie i uczniowskie. 
Legitymacja ma współcześnie formę i rozmiary zbliżone do typowej karty kredytowej. Jest wydawana osobom w wieku minimum 12 lat, nie istnieje natomiast górna granica wieku jej wydawania. Jedynym warunkiem jej wydania jest przedstawienie wiarygodnych dowodów na to, że jest się osobą studiującą bądź uczącą się w tzw. pełnym wymiarze godzin, który jest zdefiniowany jako minimum 15 godzin zajęć w miesiącu przez minimum 12 tygodni w roku. Karta ISIC jest ważna do 16 miesięcy od momentu wystawienia. W Polsce legitymacje ważne są edycjami od września do grudnia, np. 01.09.2007-31.12.2008.
W wielu krajach świata karta uprawnia do różnego rodzaju rabatów w hotelach, restauracjach, pubach, ośrodkach kultury, ośrodkach sportowych, sklepach, punktach usługowych oraz przy zakupie biletów na środki transportu zbiorowego. Niektóre banki i firmy ubezpieczeniowe oferują też różnego rodzaju szczególne usługi skierowane do posiadaczy tych kart.  Lista rabatów i usług dostępnych dla posiadaczy kart jest zmienna i stale publikowana na stronie Stowarzyszenia ISIC.
Oprócz podstawowej karty studenta/ucznia - Stowarzyszenie ISIC wydaje też karty dla nauczycieli i kadry uczelnianej (International Teacher Identity Card, ITIC) oraz dla młodzieży poniżej 31. roku życia (International Youth Travel Card, IYTC). Karty te również uprawniają do różnego rodzaju rabatów, choć nie zawsze są honorowane w miejscach, gdzie akceptowane są karty ISIC.